# Erlöserkirche (Leipzig)
Die Erlöserkirche ist der evangelische Sakralbau in Leipzigs Ortsteil Reudnitz-Thonberg bzw. Thonberg. Die Kirche wurde 2004 bis 2006 gebaut, die Grundsteinlegung war am 12. Mai 2005.

## Bauwerk
Im Sommer 2003 gab es einen Entwurfswettbewerb für den Sakralbau, Architekten aus acht Büros beteiligten sich daran. Am 26. September 2004 entschied sich das Preisgericht für den Entwurf der Architektengemeinschaft Ulf Zimmermann aus Dresden. Kirchweihe war am Pfingstsonntag, dem 4. Juni 2006.
Die Baukosten betrugen 930.000 Euro, der Großteil der Summe war Spendengeld. Dazu gehörte auch der Nachlass eines vermögenden Pfarrers: Dieser hatte verfügt, dass sein Geld für nichts anderes als den Neubau zu verwenden sei.
Ursprünglich war nur ein Gemeindezentrum mit angegliedertem Kirchensaal mit flexibel kombinierbaren Gruppen- und Nebenräumen angestrebt. Die Architekten unter Leitung von Norbert Zimmermann nahmen zwar aufgrund finanzieller Engpässe in der Bauzeit Abstriche bei gestalterischen Details, Materialien und Ausstattungsstücken in Kauf – sie hielten jedoch an ihrem Wettbewerbsentwurf mit klarer sakraler Gestaltung des Gebäudes und seines Kirchsaals fest.

## Gestaltung
Der Zentralbau mit freistehendem, offenem Glockenstuhl ist ein zweigeschossiger Hauptbau mit flachem Seitenflügel. Der verputzte Stahlbetonbau hat ein Flachdach und große Glasflächen. 
Kirchensaal und Gruppenräume lassen sich dank gläserner Faltwand und großer Türen zum Foyer öffnen – zur Raumerweiterung für größere Versammlungen. Der Kirchensaal bleibt dabei eigenständig dank seiner Höhe, dem Weiß seiner Wände und dem vom bunten Glas des Oberlichtbandes gefärbten Tageslicht.

## Glocken
Die Kirchenglocken stammen aus der einstigen Kirche von Kleinliebenau westlich von Leipzig, Glockenweihe war am 24. April 2006.

## Vorgeschichte

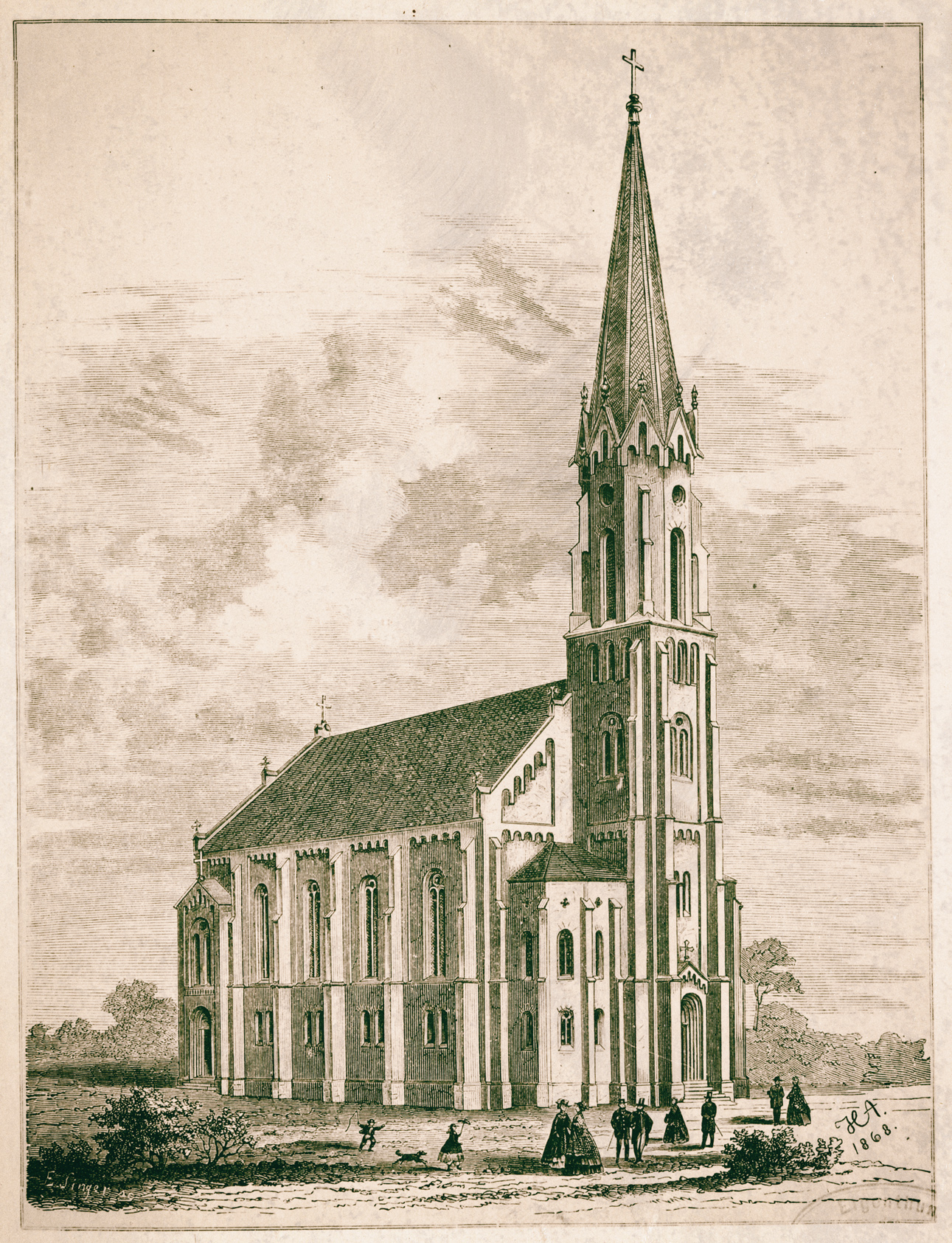
Alte Erlöserkirche

Die 1869 geweihte ursprüngliche Erlöserkirche in der Zillerstraße 10 (am Kirchplatz Stötteritzer Straße/Ecke Riebeckstraße) wurde beim Luftangriff auf Leipzig am 27. Februar 1945 schwer beschädigt, der Kirchturm im Juni 1945 gesprengt.
In den 1980er Jahren gab es die Absicht, mithilfe eines Kirchenbauprogramms in der DDR einen Neubau zu errichten, was jedoch misslang. Die Erlöserkirchgemeinde Thonberg blieb mehr als 61 Jahre eine „Gemeinde ohne Kirche“. Sechs Jahrzehnte lang hielten ihre Mitglieder den Traum von einer neuen Kirche wach und spendeten Geld, im neuen Jahrtausend war es soweit.